# Пляж Кута (Индонезия)

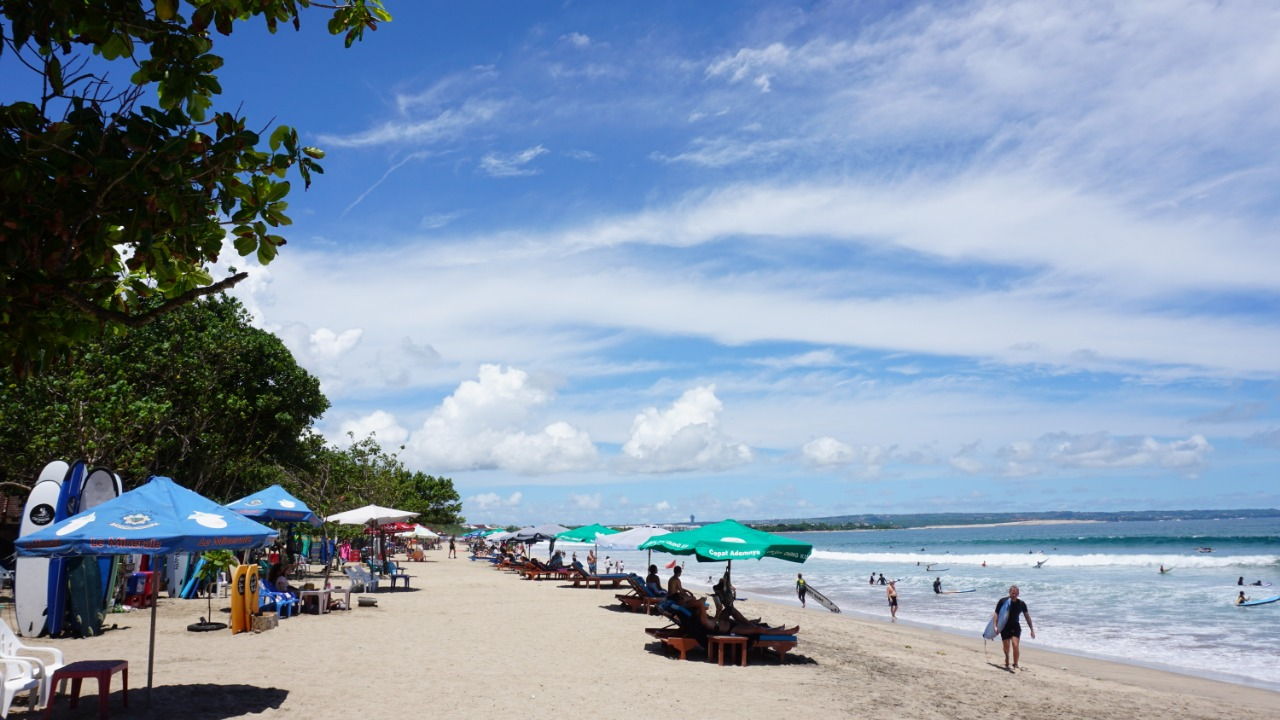

Пляж Кута (индон. Pantai Kuta) — популярная туристическая зона и пляж, расположенные в районе Кута на юге города Денпасар, остров Бали, Индонезия. С начала 1970-х годов Кута стала одним из главных направлений для иностранных туристов и считается одной из важнейших туристических достопримечательностей острова Бали.
Пляж Кута часто называют «пляжем заката» — в противоположность пляжу Санур, известному как место для наблюдения за восходом солнца. Международный аэропорт имени Нгурах-Рая находится недалеко от Куты, что способствует удобству доступа в регион для туристов со всего мира.

## История
До того как Кута стала туристическим направлением, она представляла собой торговый порт, где местные товары обменивались и продавались покупателям из-за пределов Бали. В XIX веке датский торговец Мадс Ланге (Mads Lange) прибыл на остров и основал торговую базу в Куте. Благодаря своим дипломатическим способностям он приобрёл известность как среди балийских правителей, так и среди представителей голландской колониальной администрации.

## Галерея

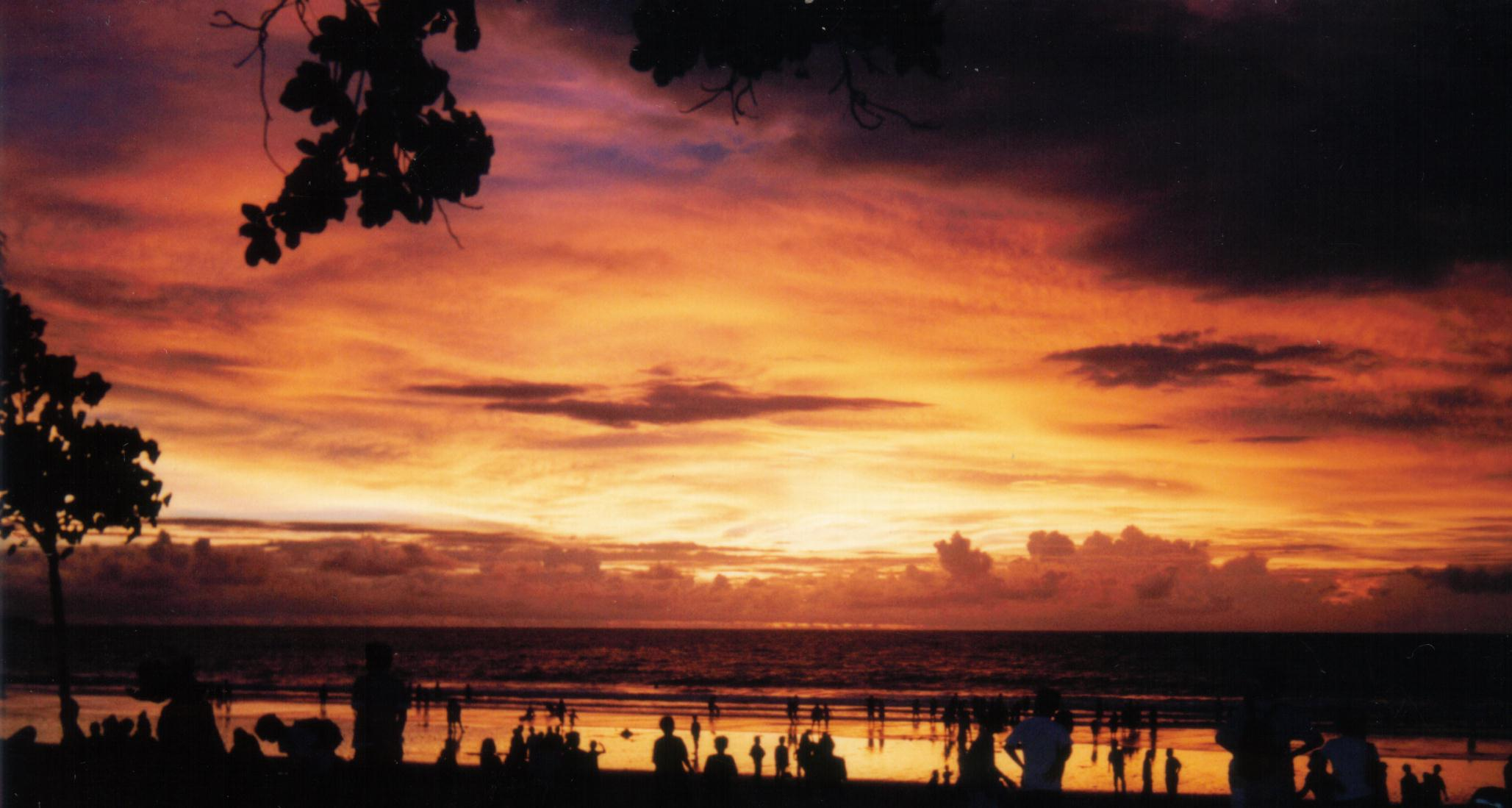
Закат на пляже Кута
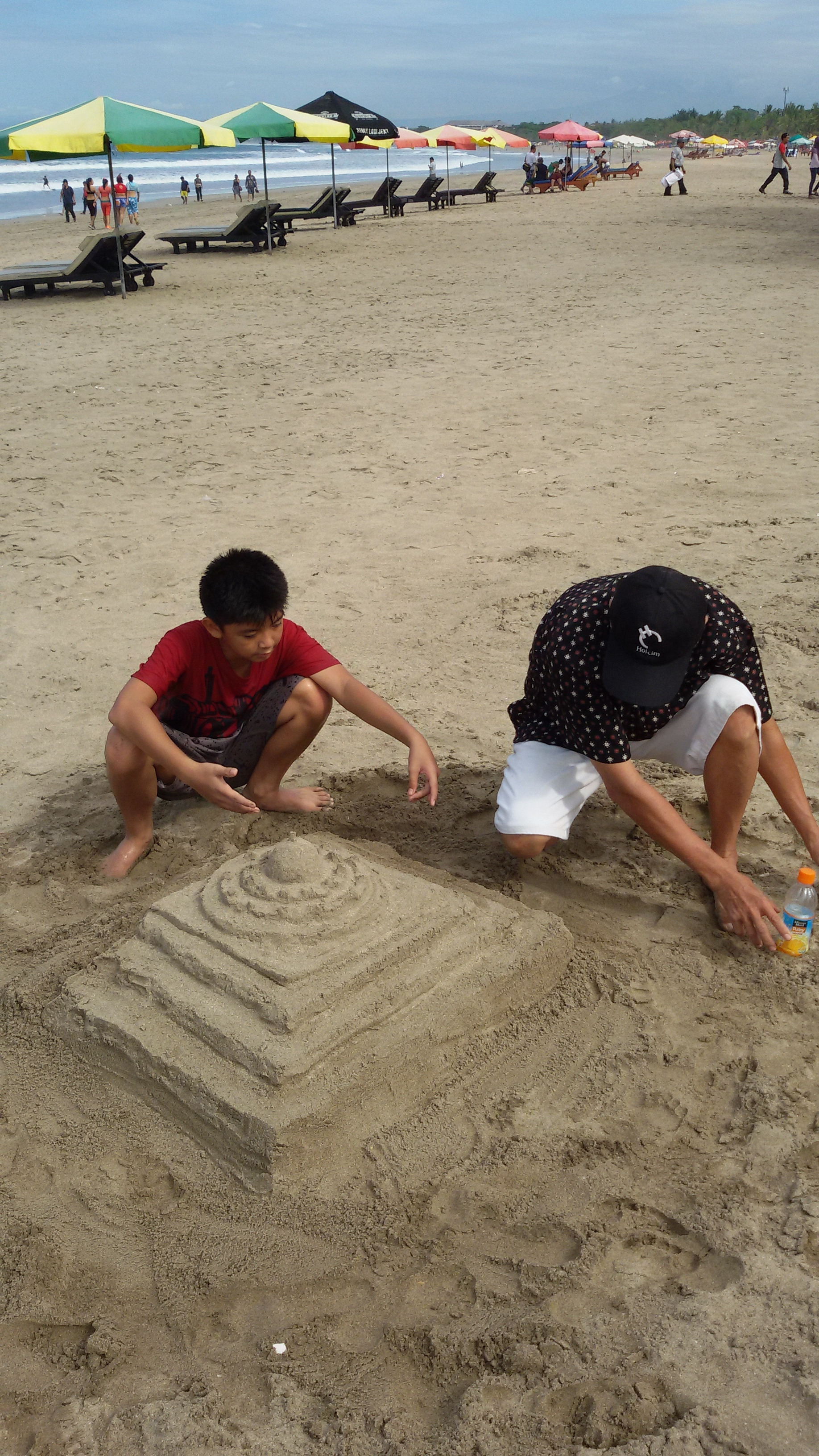
Турист строит замок из песка на пляже Кута
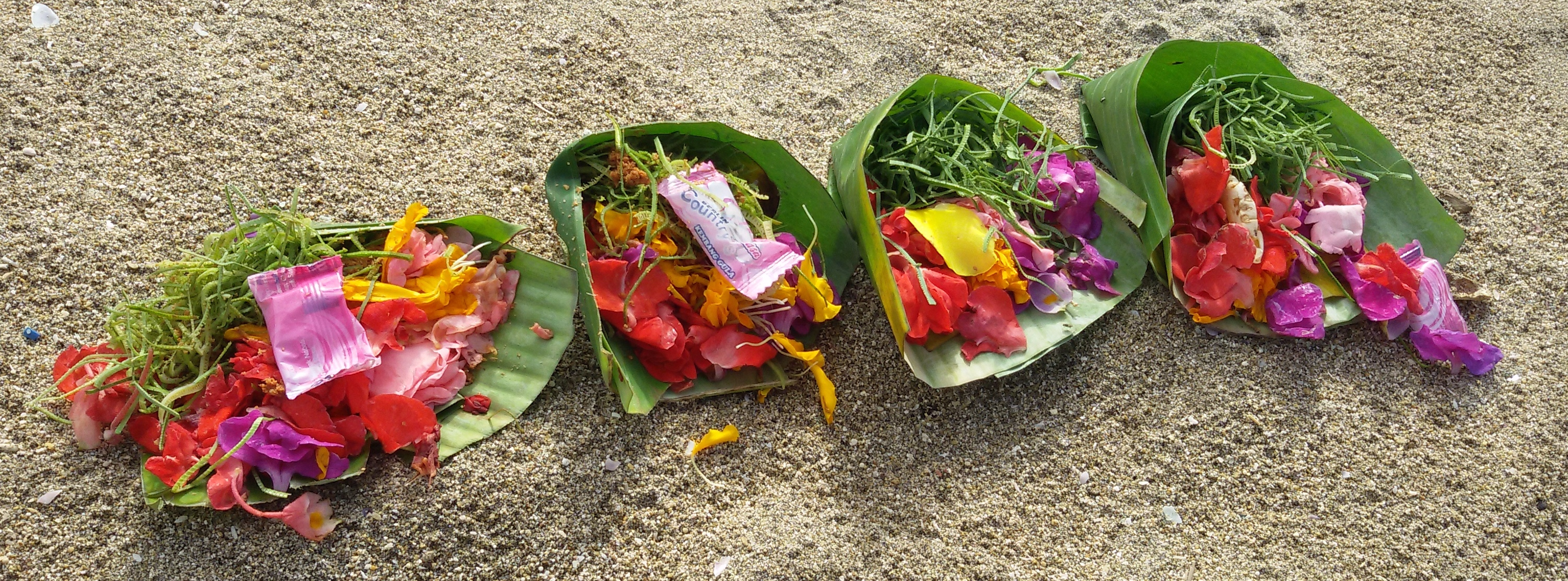
Чананг-сари, подношение, размещённое торговцем на пляже Кута